# モヌメンタル闘牛場
モヌメンタル闘牛場（Plaza Monumental de Barcelona）は、スペイン・カタルーニャ州バルセロナ県バルセロナにある闘牛場。単にラ・モヌメンタル（La Monumental）とも呼ばれる。バルセロナ地下鉄2号線には、この闘牛場が由来のモヌメンタル駅がある。

## 歴史

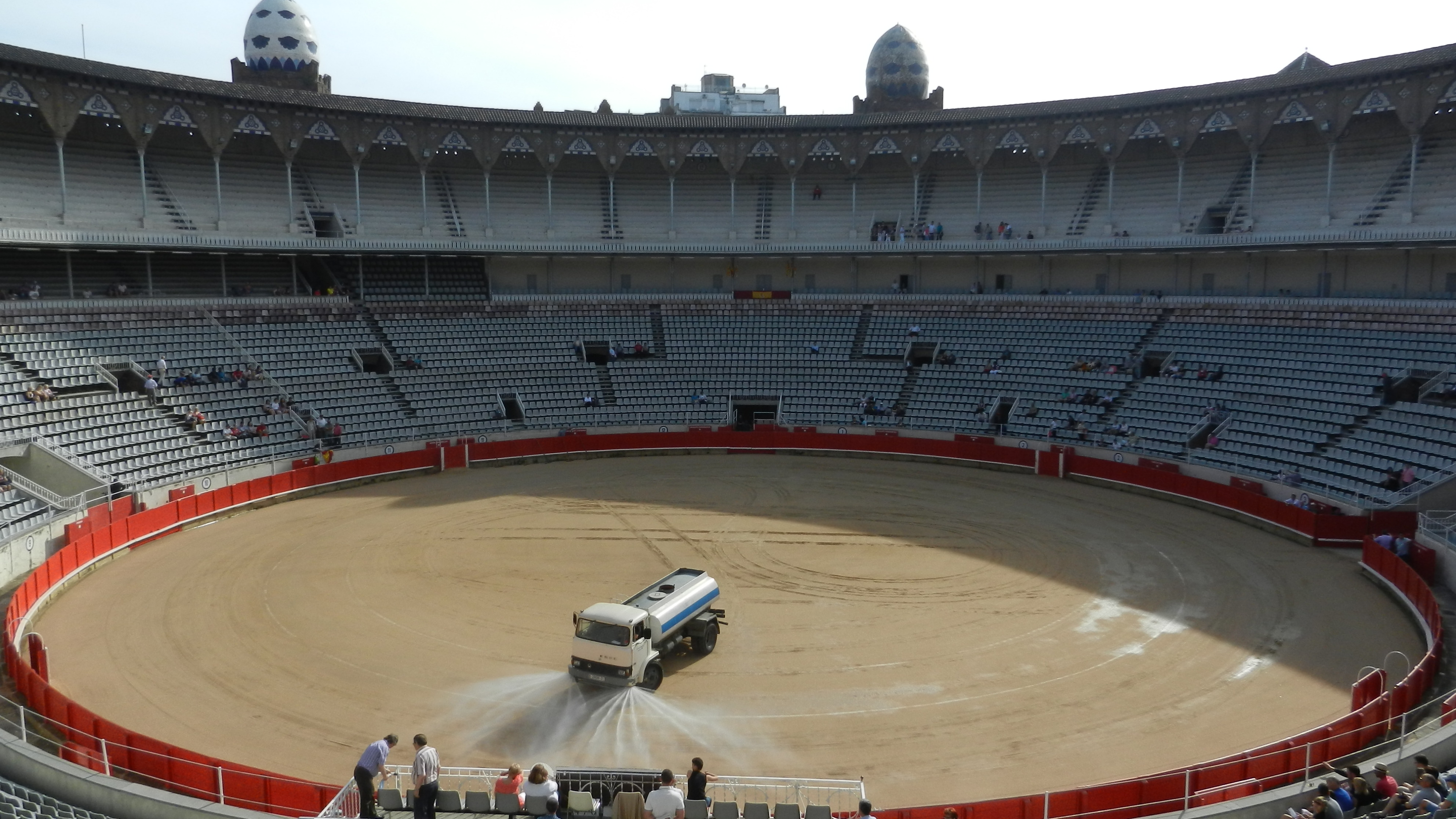
内部

バルセロナのアシャンプラ区にある。1914年に竣工し、1916年に増築されて現在の名称となった。19,582人を収容する。
2010年7月28日、カタルーニャ州議会はカタルーニャ州内での闘牛の興行を禁止する法律を制定した。闘牛禁止法は2012年1月1日から効力を発揮し、モヌメンタル闘牛場はカタルーニャ州で闘牛の興行を行った最後の闘牛場となった。